# Janssen (krater)
För andra betydelser, se Janssen.
Janssen är en nedslagskrater på planeten Mars namngiven efter astronomen Jules Janssen.
Kratern har en diameter på ungefär 153 km.